# Țebriv, Zboriv
Țebriv (în ucraineană Цебрів) este o comună în raionul Zboriv, regiunea Ternopil, Ucraina, formată numai din satul de reședință.

## Demografie
Componența lingvistică a comunei Țebriv
     Ucraineană (98,46%)
     Alte limbi (0,28%)
Conform recensământului din 2001, majoritatea populației comunei Țebriv era vorbitoare de ucraineană (98,46%), existând în minoritate și vorbitori de armeană (1,26%).